# ¿Qué enseña realmente la Biblia?
¿Qué enseña realmente la Biblia? es un libro publicado por la Watch Tower Bible and Tract Society of Pennsylvania en el año 2005. El lanzamiento ocurrió en la conclusión del discurso del mismo nombre, presentado durante el programa de las Asambleas de distrito de los Testigos de Jehová Obediencia a Dios, realizada en varios países durante 2005 y 2006.

## Objetivo
De 1946 a 1968, los Testigos de Jehová usaron el libro Sea Dios veraz, publicado por la Sociedad Watchtower, como principal instrumento para dirigir estudios bíblicos domiciliares gratuitos, siendo publicados unos 19 250 000 ejemplares en 54 lenguas, de acuerdo con sus propios datos. Este manual fue luego sustituido por el libro La verdad que lleva a vida eterna, el cual alcanzó, de acuerdo a sus datos, una tirada de más de 107 000 000 ejemplares en 117 idiomas. En 1982 el libro Usted puede vivir para siempre en el paraíso en la Tierra se convirtió en el principal compendio usado por los Testigos de Jehová para dirigir estudios bíblicos, siendo posteriormente sustituido por la obra El conocimiento que lleva a vida eterna.
Durante las asambleas realizadas entre 2005 y 2006 fue presentado un manual para ser usado por los Testigos en la realización de su evangelización voluntaria. El libro ¿Qué enseña realmente la Biblia? fue concebido como un manual práctico para dirigir cursos bíblicos gratuitos a las personas interesadas. Este es el objetivo de la obra, presentado por sus editores en la página siete del libro, de la siguiente forma:

El hecho de que usted esté leyendo estas líneas demuestra que desea saber lo que la Biblia enseña. Este libro le ayudará a averiguarlo. Observe que al pie de las páginas hay preguntas correspondientes a los párrafos. A millones de personas les ha gustado mucho el método de preguntas y respuestas que los testigos de Jehová emplean para examinar la Biblia, y esperamos que ese también sea su caso. Que Dios lo bendiga en la emocionante experiencia de aprender lo que la Biblia realmente enseña.
¿Qué enseña realmente la Biblia?. 2005. Pág. 7.

## Contenido
A lo largo de 193 páginas, el libro aborda en un estilo simple y muy directo diversos asuntos religiosos en los cuales se presentan doctrinas sostenidas y defendidas por los Testigos de Jehová. Son analizados centenares de versículos bíblicos, incluye varias ilustraciones, tanto escritas como en forma de grabados o fotografías. Los párrafos en cada capítulo están enumerados y para cada uno de ellos existe una o más preguntas, cuyas respuestas pueden ser encontradas en el texto. Estas preguntas son usadas por quien dirige o conduce el estudio o curso bíblico, permitiendo la respuesta del estudiante. Son igualmente usadas las preguntas que se encuentran tanto al inicio de los capítulos como en los recuadros de repaso al final de cada uno. Los 19 capítulos abordan los siguientes asuntos:
- ¿Cuál es la verdad acerca de Dios?
- La Biblia proviene de Dios.
- ¿Qué propósito tiene Dios para la Tierra?
- ¿Quién es Jesucristo?
- El rescate, el mayor regalo de Dios.
- ¿Dónde están los muertos?
- Verdadera esperanza para los seres queridos que han muerto.
- ¿Qué es el Reino de Dios?
- ¿Vivimos en "los últimos días"?
- ¿Cómo influyen en nosotros las criaturas espirituales?
- ¿Por qué permite Dios el sufrimiento?
- El modo de vida que le agrada a Dios.
- Vea la vida como la ve Dios.
- Cómo tener una vida familiar feliz.
- La adoración que Dios aprueba.
- Póngase de parte de la adoración verdadera.
- La oración nos acerca a Dios.
- El bautismo y nuestra relación con Dios.
- Permanezca en el amor de Dios.

Después  del cuerpo principal del libro, existen cerca de treinta páginas que contienen un apéndice que posibilita considerar con detalle 14 temas a tratar en caso de que el estudiante requiera información adicional. Estos temas son los siguientes:
- El nombre divino: su uso y significado.
- El profeta Daniel predice la llegada del Mesías.
- Jesucristo, el Mesías prometido.
- La verdad acerca del padre, el hijo y el espíritu santo.
- ¿Deberían los cristianos utilizar la cruz?
- La Cena del Señor: una celebración que honra a Dios.
- "Alma" y "espíritu": ¿qué significan realmente estas palabras?
- ¿Qué son el Seol y el Hades?
- ¿Qué es el Día del Juicio?
- 1914: año importante en las profecías bíblicas.
- ¿Quién es el arcángel Miguel?
- ¿Qué es "Babilonia la Grande"?
- ¿Nació Jesús en diciembre?
- ¿Debemos celebrar las festividades?

## Tirada
Según el Anuario de los Testigos de Jehová de 2008,9, cerca de un año después del lanzamiento del libro ya había alcanzado una tirada de 47 millones de ejemplares en 155 idiomas, sin contar las 10 ediciones en braille. Hasta octubre de 2009 habían sido distribuidos unos 130 millones de ejemplares en 209 idiomas, siendo el tercer libro más traducido en el mundo. El libro es ofrecido gratuitamente a todos los interesados tanto en el trabajo de predicación pública de los Testigos, como en los departamentos de publicaciones de los Salones del Reino. Los gastos de producción y distribución de esta y otras publicaciones son sufragados por donativos voluntarios, por lo que está prohibida su venta. Según sus propios datos, desde el 2005 se han impreso más de 214 millones de ejemplares en más de 240 idiomas.